# Had Ness
Có Ness (tiếng Hebrew: חַד נֵס) là một khu định cư của Israel được tổ chức như một khu định cư cộng đồng, ở Cao nguyên Golan. Nằm liền kề với sông Jordan, nó thuộc thẩm quyền của Hội đồng khu vực Golan. Năm 2017 nó có dân số 839. [1]

## Lịch sử
Had Ness được thành lập bởi phong trào định cư Zionist Herut Beitar tái xét. Quyền sở hữu nhà đã được phê duyệt vào tháng 3 năm 1982, sau khi Luật Golan Heights được thông qua vào năm 1981. Các gia đình bắt đầu chuyển đến đó vào năm 1987. Nó được đặt tên theo 3 khu định cư, Holit, Dekla và Neot Sinai, di tản khỏi Bán đảo Sinai do kết quả của Hiệp ước Hòa bình Israel-Ai Cập năm 1979.
Cộng đồng quốc tế coi các khu định cư của người Israel ở Cao nguyên Golan là bất hợp pháp theo luật pháp quốc tế, nhưng chính phủ Israel tranh chấp điều này.